# Kaspar Albrecht

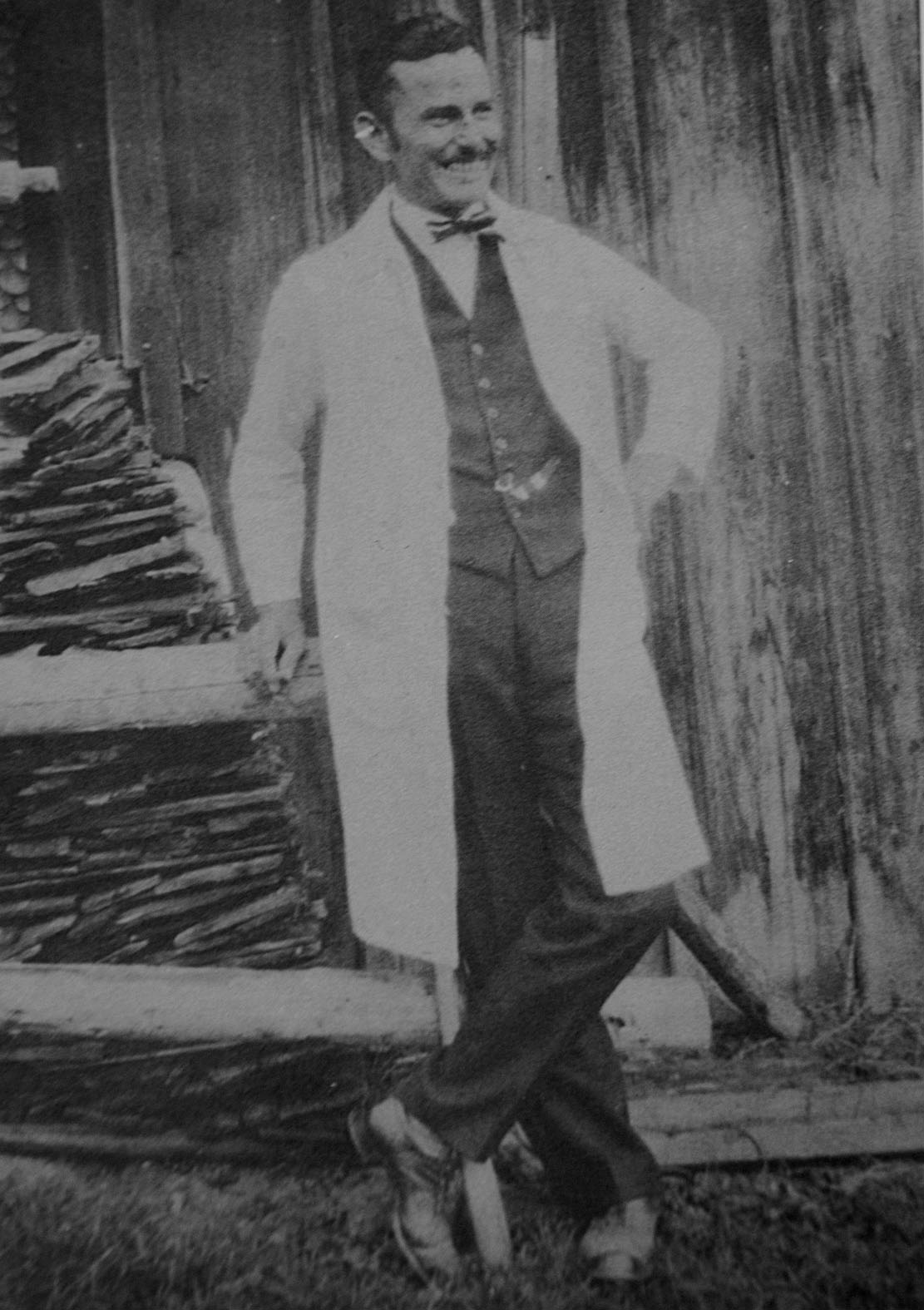
Kaspar Albrecht, ca. 1928

Kaspar Albrecht (* 22. August 1889 in Au, Rehmen; † 25. März 1970 ebenda) war ein österreichischer Architekt und Bildhauer.

## Biografie
Kaspar Albrecht wuchs in eher ärmlichen Verhältnissen in einer kinderreichen Familie in Au-Rehmen im Bregenzerwald auf. Mit dem Besuch der Staatsgewerbeschule in Innsbruck in den Jahren 1906 bis 1910 begann seine künstlerische Ausbildung. Danach studierte er in München an der Städtischen Gewerbeschule und in Wien bei Josef Müllner an der Akademie der Bildenden Künste. Neben der bildhauerischen Arbeit war er auch baukünstlerisch tätig.
Als Architekt war sein größter Auftrag das Wälderhaus in Kohler Village, Wisconsin (USA). Johann Michael Kohler, der Vater des Industriellen Walter Jodok Kohler stammte ebenfalls aus dem Bregenzerwald (* 1844 in Schnepfau). Ab 1951 war er Mitglied der National Geographic Society (USA). Nach seinem Aufenthalt 1929–1931 in Kohler Village, erfolgte 1957/58 ein weiterer Aufenthalt in den USA für die Einweihung einer Bronzetafel im Kohler Memorial Theater. 1961 erhielt er die Ehrengabe und 1968 das silberne Ehrenzeichen des Landes Vorarlberg.

## Werke
- 1922: Kaiserjägerdenkmal in Bregenz, Fluher Straße in Bregenz, Steinreliefs
- 1924: Kriegergedächtniskapelle Bezau, Kapellengebäude sowie Holz- und Tonreliefs
- 1927: Kriegerdenkmal Gedächtnisportal im Friedhof bei der Pfarrkirche Egg in Egg
- Kriegerdenkmal, in der Friedhofsmauer von Bizau
- Grabmäler im Städtischen Friedhof zum Taxispark in Bregenz
- 1929: Wälderhaus im Kohler Village, Wisconsin, USA (Eröffnung am 26. Juli 1931)
- 1932: Theresiakapelle in Ratzen, Schwarzenberg, Kreuzigungsgruppe
- 1934: Kriegerdenkmal in Au
- 1935: Kuratienkirche hl. Josef im Ortsteil Rehmen in Au, Kruzifixus
- 1946: Kapelle Bengat in Mellau, Kapellengebäude und Ausstattung
- 1956/57: Pfarrkirche Hll. Philippus und Jakobus in Schoppernau, Vergrößerung der Kirche und Einbau einer Orgelempore, Gedenkstein mit Portraitbüste zu Jakob Felder († 1924)
- 1957: Gedenktafel an die Auer Zunft in Au
- 1964: Pfarrkirche Hl. Sebastian in Langen bei Bregenz, Entwurf der Kommunionsbank
- Pfarrkirche Altach, Taufstein und Weihwasserbecken mit Reliefs

## Bildergalerie

Kriegerdenkmal in Egg, 1927, Person auf der Stiege vermutlich Kaspar Albrecht
Bregenzerwälderhaus im Kohler Village, Wisconsin, USA, 1931
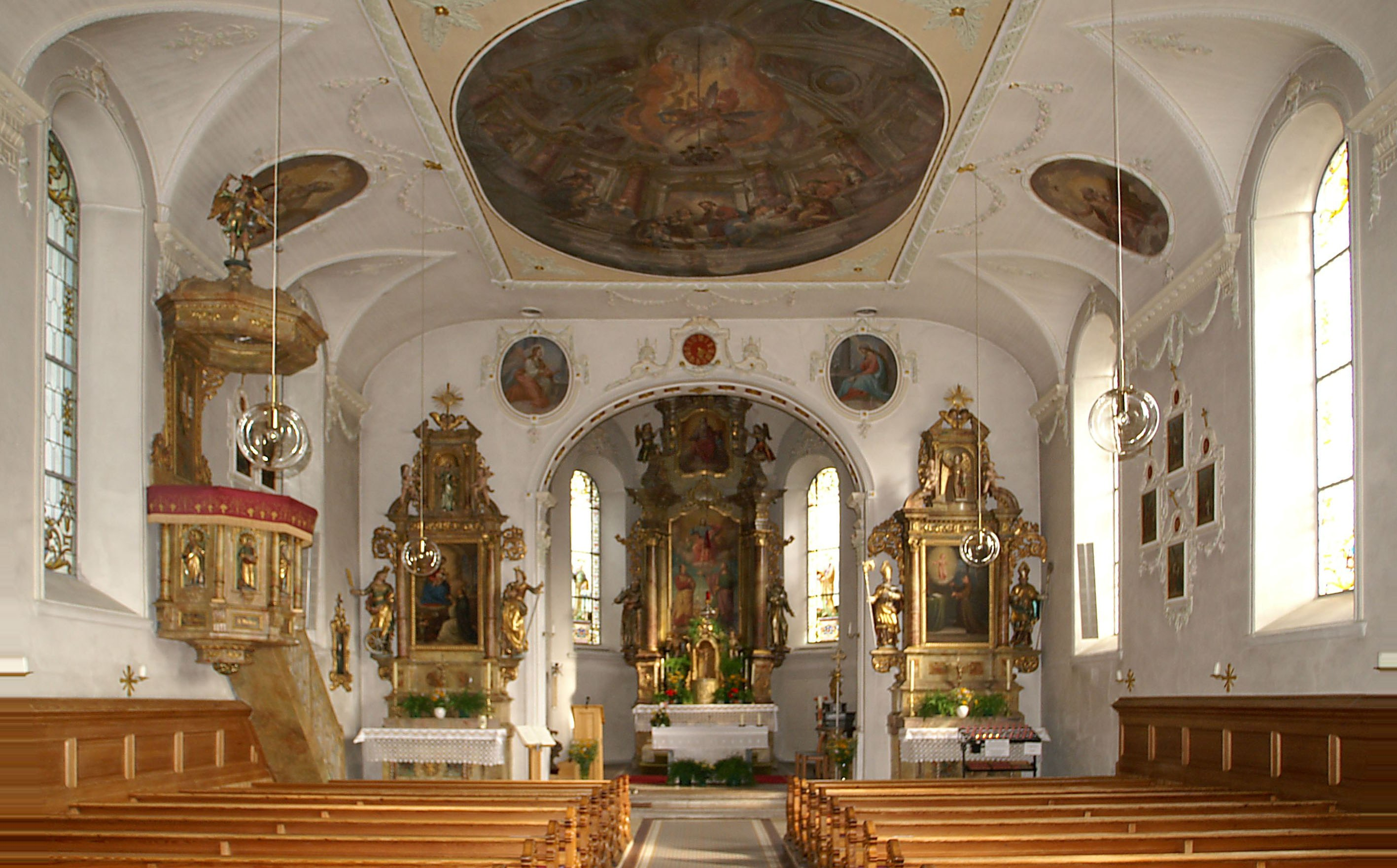
Pfarrkirche Schoppernau im Bregenzerwald

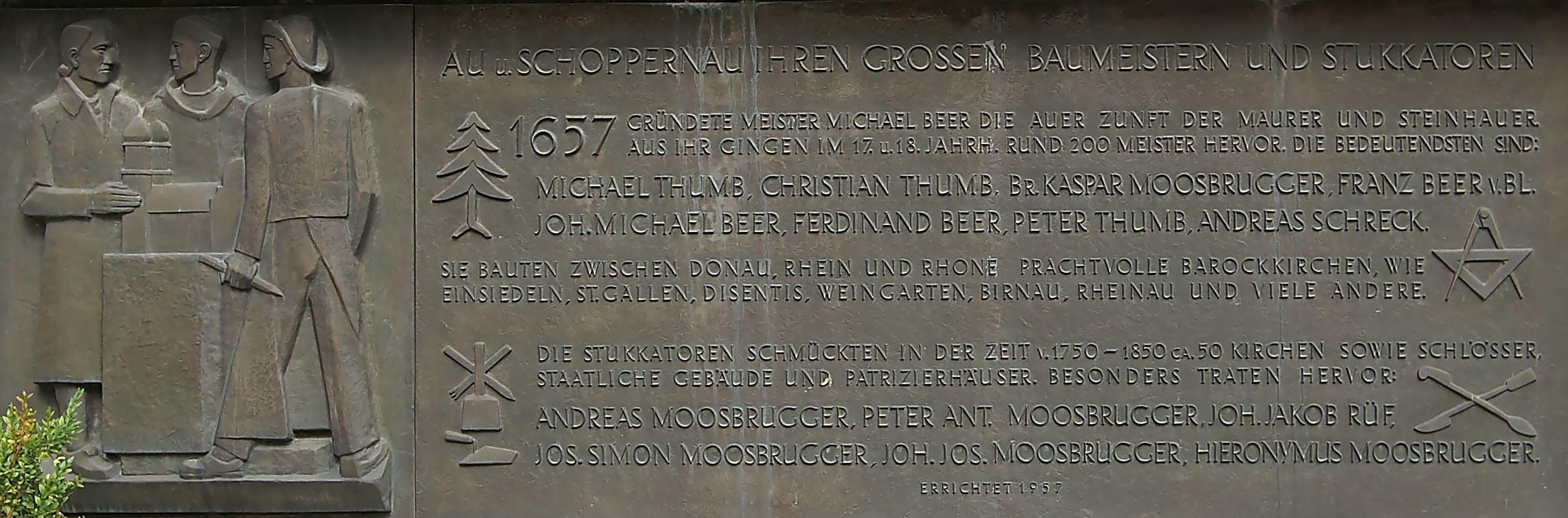
Gedenktafel für die großen Auer und Schoppernauer Baumeister und Stuckatoren, 1957